# Rudolf Baumgartner
Pour les articles homonymes, voir Baumgartner.
Rudolf Baumgartner, né le 14 septembre 1917 à Zurich et mort le 22 mars 2002 à Sienne, est un chef d'orchestre et un violoniste suisse. 

## Biographie
Rudolf Baumgartner a étudié le violon avec Stefi Geyer, dont il a été le partenaire dans le Stefi-Geyer-Quartett. Il est allé ensuite se perfectionner à Paris et Vienne. Jusqu'en 1956, il a été second chef du Collegium Musicum Zürich. En 1943, il a épousé la sculptrice zurichoise Katharina Sallenbach. En 1945 il a été cofondateur du Zürcher Kammerorchester. En 1956 il a fondé l'orchestre de chambre Lucerne Festival Strings en compagnie de Wolfgang Schneiderhan, dont il a été l'assistant pour les cours de direction à Lucerne et Salzbourg jusqu'en 1959. Il a ensuite dirigé le Lucerne Festival Strings jusqu'en 1998. Il a été professeur au conservatoire de Lucerne de 1960 à 1987. En 1970, il est devenu directeur artistique du festival de Lucerne, poste qu'il a occupé jusqu'en 1980. En 1979 il a reçu le Innerschweizer Kulturpreis (de) et en 1991 il a été fait citoyen d'honneur de la ville de Lucerne.
Dans les années 1950, il a enregistré pour Phillips l'ensemble des sonates pour violon et clavecin de J.S. Bach avec la claveciniste autrichienne Isolde Ahlgrimm.

## Source
- Thomas Gartmann, « Baumgartner, Rudolf » dans le Dictionnaire historique de la Suisse en ligne, version du 8 juin 2002.